# Unär operator
En unär operator eller monadisk operator är inom matematiken en operator med bara en operand. Den kanske mest kända unära operatorn är fakultetsoperatorn ! för de naturliga talen, såsom i 5! (=5*4*3*2*1=120). Logisk negation är ett exempel på en unär operator på sanningsvärden och kvadrering är en unär operation på de reella talen. En unär operator på mängden S är ingenting annat än en funktion S → S.